# Verdigny
Verdigny é uma comuna francesa na região administrativa do Centro, no departamento Cher. Estende-se por uma área de 4,98 km². Em 2010 a comuna tinha 309 habitantes (densidade: 62 hab./km²).